# توماس ميتكالف
توماس ميتكالف هو سياسي أمريكي، ولد في 20 مارس 1780 في مقاطعة فاوكواير في الولايات المتحدة، وتوفي في 18 أغسطس 1855 في مقاطعة نيكولاس في الولايات المتحدة بسبب كوليرا. نشط حزبياً في الحزب الوطني الجمهوري ‏.

## مناصب
- انتخب عضو مجلس الشيوخ الأمريكي [الإنجليزية]‏ عن دائرة Kentucky Class 3 senate seat ‏ وقد انضم خلال فترته النيابية [الإنجليزية]‏ (23 يونيو 1848 – 3 مارس 1849) للكتلة البرلمانية حزب الأحرار البريطاني.
- انتخب حاكم كنتاكي [الإنجليزية]‏ (26 أغسطس 1828 – 4 سبتمبر 1832).
- انتخب عضو مجلس النواب الأمريكي [الإنجليزية]‏.
- انتخب عضو مجلس الشيوخ الأمريكي [الإنجليزية]‏.